# Dòlar neozelandès
El dòlar neozelandès (en anglès New Zealand dollar o, simplement, dollar) és la moneda oficial de Nova Zelanda i els seus territoris dependents (les illes Cook, Niue i Tokelau), així com de la colònia britànica de les illes Pitcairn. Normalment s'abreuja $, o NZ$ per diferenciar-lo del dòlar dels Estats Units i d'altres tipus de dòlars. El codi ISO 4217 és NZD. Se subdivideix en 100 cents.

## Malnom
Informalment, en anglès es coneix com el kiwi (o el kiwi dollar).

## Història
El dòlar neozelandès es va introduir el 10 de juliol del 1967 en substitució de la lliura neozelandesa, com a resultat del procés de decimalització de la moneda, a raó de dos dòlars per lliura o, cosa que és el mateix, deu xílings per dòlar.

## Emissor, monedes i bitllets
L'institut emissor és el Banc de Reserva de Nova Zelanda (Reserve Bank of New Zealand). En circulen monedes de 10, 20 i 50 cents i 1 i 2 dòlars (les peces de menys valor, les d'1 i 2 cents, foren retirades de la circulació el 1990, i la de 5 cents ho fou també el 2006). Els bitllets que circulen actualment són els de 5, 10, 20, 50 i 100 dòlars (els d'1 i 2 dòlars es van retirar el 1991 quan es van posar en circulació les monedes corresponents). Si bé les primeres emissions foren de paper, com és habitual en la majoria de bitllets del món, des del 1999, a semblança del bitllets australians, les noves sèries són fetes de polímer, un plàstic específic que en dificulta la falsificació.

## Illes Cook
Les illes Cook havien tingut les seves pròpies emissions de bitllets entre 1987 i 1995, si bé continuen tenint les seves pròpies monedes (d'1, 2 i 5 dòlars), de valor legal arreu dels territoris on s'usa el dòlar neozelandès.

## Taxes de canvi
A dia 13 de juliol de 2012:
- 1 EUR = 1,5422 NZD
- 1 USD = 1,2651 NZD
- 1 GBP = 1,9519 NZD
- 1 AUD = 1,2836 NZD
- 100 JPY = 1,5948 NZD